# Казанково
Казанко́во (рос. Казанково) — селище у складі Новокузнецького району Кемеровської області, Росія. Входить до складу Красулинського сільського поселення.

## Населення
Населення — 870 осіб (2010; 867 у 2002).
Національний склад (станом на 2002 рік):
- росіяни — 92 %